# Sangonera comuna
La sangonera comuna (Hirudo medicinalis) és una espècie d'anèl·lid clitel·lat de la subclasse Hirudinea. És l'espècie més coneguda de les nombroses espècies de sangoneres, difícils de distingir a simple vista. Usada antigament en medicina per fer sagnies, a seva principal utilitat medicinal actual és reduir ràpidament els hematomes i la inflor localitzada.

## Característiques
Com la resta d'hirudinis no té quetes i parapodis. El seu cos, de fins a 20 cm, es divideix en 34 metàmers, però internament no presenta envans de divisió. Té un clitel que secreta un capoll incubador per a la progènie.
En la part anterior presenta una ventosa bucal, la boca (amb tres mandíbules dentades), una ventosa posterior i anus. La boca, armada amb dents que utilitza per a tallar la pell de les víctimes a les quals sagna, succiona amb una poderosa faringe i la ventosa bucal. Entre les dents posseeixen unes glàndules que segreguen hirudina, un enzim anticoagulant vasodilatador que penetra en el torrent sanguini i fa que la sang flueixi en major quantitat.
El tub digestiu té nombrosos cecs on emmagatzemen la sang durant llarg temps. Usa una combinació de mucus i succió per a romandre adherida a la víctima mentre secreta en la ferida.

## Estat de conservació
Les sangoneres estan protegides en nombrosos països per la seva disminució, conseqüència de la destrucció de l'hàbitat, la contaminació i la predació pel cranc de riu americà, una espècie invasora. Al final del segle xix, més de 50 milions de sangoneres medicinals poblaven els pantans i estanys de França. Avui dia sembla extinta en estat salvatge arreu d'Europa, tot i que hi ha senyals d'un retorn prudent en uns llocs. La dessecació i pol·lució d'aiguamolls, els pesticides, la introducció d'espècies exòtiques han exterminat aquesta espècie i fet rares a la majoria. Poques persones a Europa Occidental han vist mai una sangonera en el seu medi natural.